# بطولة العالم لسباقات فورمولا 1 موسم 1968
بطولة العالم لسباقات فورمولا 1 موسم 1968 عقدت في سنة 1968 م، وفاز بها غراهام هيل (بالإنجليزية: Graham Hill)‏ من فريق لوتس (بالإنجليزية: Lotus)‏ بسيارته الكوزوورث (فورد). غراهام هيل الذي بدأ السباق في الخط رقم 2 حصل على أفضل توقيت في الجولة 0 من السباق في أسرع لفة له. هذا السائق في المجموع حصد 48 نقطة.

## الوصلات الخارجية
- الموقع الرسمي للفورمولا 1